# Pogoriełka (obwód czelabiński)
Pogoriełka (ros. Погорелка) – wieś (dieriewnia) w Rosji, w obwodzie czelabińskim, w rejonie jetkulskim. W 2021 liczyła 504 mieszkańców.